# Camarillasaurus cirugedae
Il camarillasauro (Camarillasaurus cirugedae) è un dinosauro saurischio appartenente ai teropodi. Visse nel Cretaceo inferiore (Barremiano, circa 130 - 125 milioni di anni fa) e i suoi resti fossili sono stati ritrovati in Spagna.

## Descrizione
Questo animale era di taglia media (si suppone non superasse i quattro metri di lunghezza) e di corporatura relativamente snella. È conosciuto attraverso i resti frammentari comprendenti un dente, una possibile vertebra cervicale, due piastre sternali, la parte prossimale di una tibia destra, uno scapolarcoracoide destro rotto, il sacro incompleto, cinque vertebre caudali, un arco neurale caudale, un chevron, una costola presacrale quasi completa e alcuni frammenti di vertebre, costole e altri elementi.
Camarillasaurus era probabilmente un predatore bipede dalle lunghe zampe posteriori, e si differenzia da altri animali simili come Elaphrosaurus a causa di due autapomorfie (caratteristiche derivate): il grande sviluppo della zona della cresta cnemiale, che portava la parte distale della tibia a essere estremamente profonda, e la presenza di una profonda scanalatura longitudinale sulla tibia.

## Classificazione

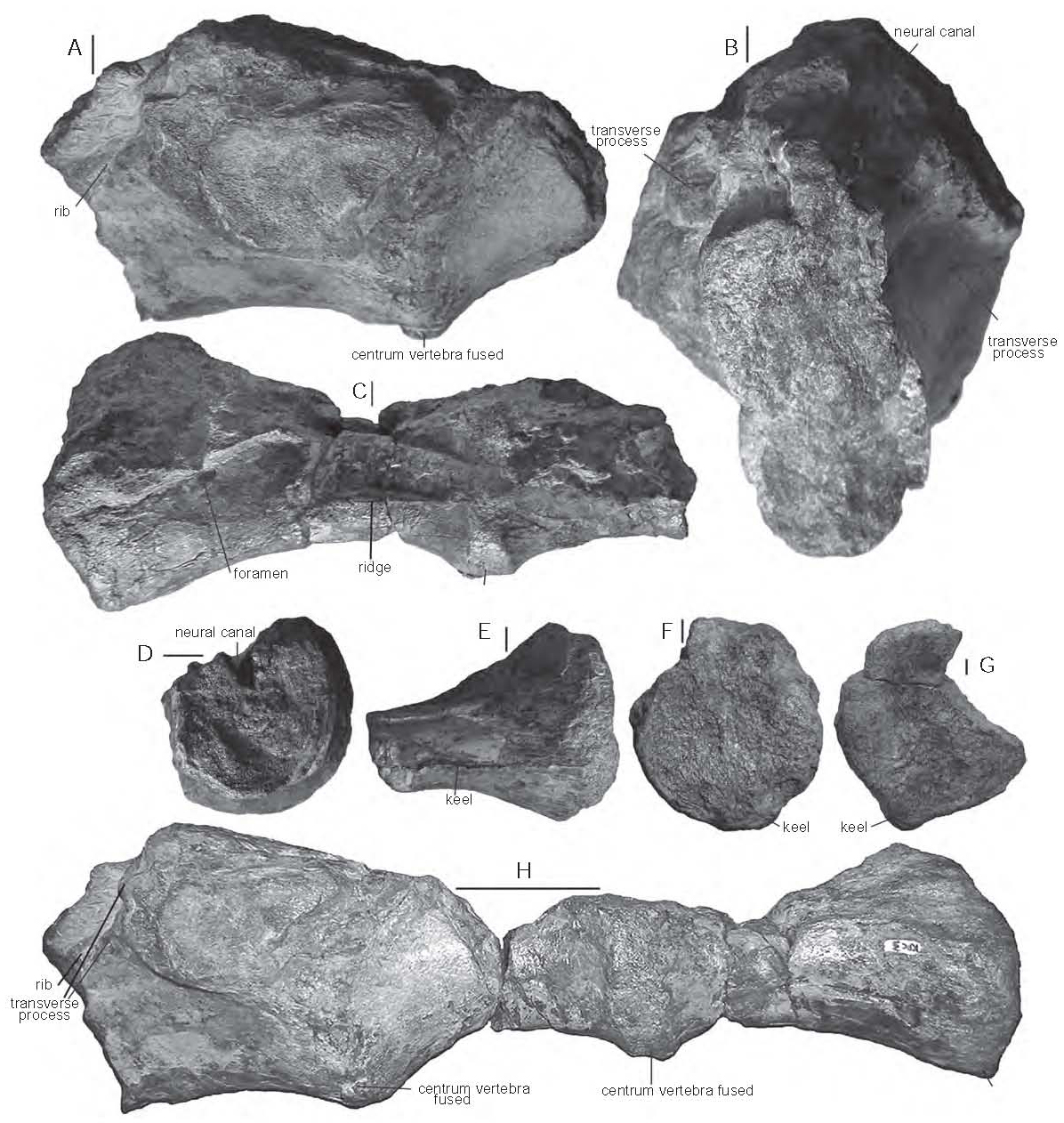
Sacro e centro vertebrale di Camarillasaurus cirugedae

Camarillasaurus venne descritto per la prima volta nel 2012, sulla base di resti fossili ritrovati nella formazione Camarillas (Provincia di Teruel, Spagna). Secondo un'analisi cladistica, Camarillasaurus è un rappresentante dei ceratosauri, filogeneticamente vicino alla base del clade, e forse più derivato rispetto al ceratosauro basale Limusaurus proveniente dalla Cina. Il nuovo taxon è utile per comprendere l'evoluzione dei ceratosauri, poiché è collocato temporalmente tra i tipici ceratosauri giurassici (Ceratosaurus, Spinostropheus, Elaphrosaurus) e quelli della metà - fine del Cretaceo (gli abelisauridi, i noasauridi, Genusaurus); Camarillasaurus è inoltre uno dei pochi ceratosauri provenienti dal Laurasia.